# Союз англоязычных

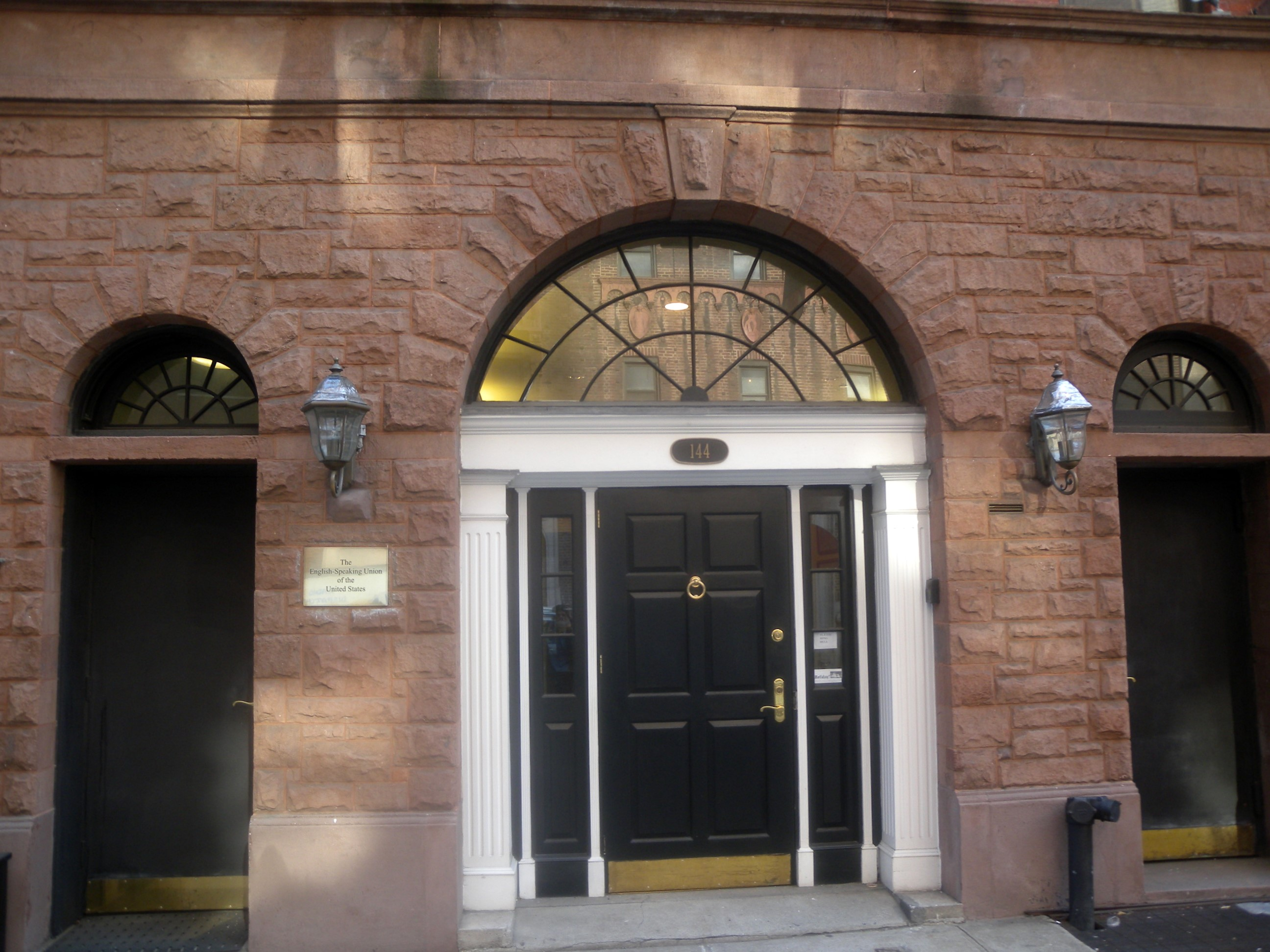
Отделение ESU в Нью-Йорке

Союз англоязычных (англ. English-Speaking Union) — британская образовательная организация, целью которой является содействие взаимопониманию и дружбе между народами посредством английского языка.

## История
Организация была основана в 1918 году британским журналистом Ивлином Ренчем. В 1957 году она получила королевскую хартию, её президентом с 1952 по 2012 год был принц Филипп, герцог Эдинбургский, затем на этом посту его сменила его дочь принцесса Анна.

## Деятельность
Организация проводит международные молодежные конкурсы ораторского мастерства и политических дебатов и международные конференции, посвященные актуальным вопросам культуры и образования.
Ежегодно в проводимых организацией конкурсах ораторского мастерства на английском языке принимают участие более сорока тысяч студентов из около 50 стран.